# Hallo Dienstmann
Pour plus de détails, voir Fiche technique et Distribution.
Hallo Dienstmann (titre français : Hello Dienstmann !) est un film autrichien réalisé par Franz Antel, sorti en 1952.
Le Dienstmann (de) est une personne qui, jusqu'à la première moitié du XXe siècle, acceptait toutes sortes de contrats temporaires dans les lieux publics ou au domicile moyennant des frais. Ses principales tâches étaient le transport de marchandises diverses, telles que les valises, et le travail de messager.

## Synopsis
Le professeur de musique Ferdinand Godai se rend déguisé en Dienstmann n°106 à un bal masqué, où il rencontre sa femme divorcée Susi, qui veut le récupérer. Le pianiste Alexander Lischka flirte avec Hansi Scheidl et se présente à elle comme le fils d'un diplomate respecté et influent. Le lendemain matin, le Dienstmann Anton Lischka vient chercher Gaby Brandstätter à la Südbahnhof. Comme les bagages de Gaby sont trop lourds pour Lischka, il embauche Godai, déjà très éméché, qui est dans une auberge voisine pour une pinte du matin, et ensemble ils transportent les valises et les boîtes à la maison. Ils se battent tous les deux avec une grande boîte en bois. Godai est submergé par le sommeil dans l'appartement de Gaby et perd sa boîte à cigarettes. 
Le lendemain, Gaby Brandstätter prend ses fonctions au conservatoire en tant qu'assistante de Godai, mais ne le reconnaît pas initialement comme le faux Dienstmann. En conséquence, un jeu amusant de chat et de souris se déroule autour de la boîte à cigarettes perdue, au sujet de laquelle Lischka se rend compte qu'il a été induit en erreur par un mauvais Dienstmann. Il jure une vengeance terrible. Susanne Godai est préoccupée par la romance entre Godai et Gaby et commence une intrigue, à la fin de laquelle elle-même est la perdante. Au moment du spectacle de clôture du semestre - la chanson Hallo Dienstmann est au programme - le « Dienstmann » ne peut pas apparaître à cause du trac et Godai doit assumer son rôle. Lischka, qui est censé remettre des fleurs à l'actrice principale Hansi, fait irruption sur la scène pour arrêter le faux Dienstmann. Une fois l'erreur corrigée, ils chantent tous les deux la célèbre chanson de clôture Hallo Dienstmann.

## Fiche technique
- Titre : Hallo Dienstmann
- Réalisation : Franz Antel assisté d'Arnfried Heyne
- Scénario : Lilian Belmont, Rudolf Österreicher d'après une idée de Paul Hörbiger
- Musique : Hans Lang
- Direction artistique : Felix Smetana
- Costumes : Leo Bei, Gerdago
- Photographie : Hans Heinz Theyer
- Son : Max Vernoiy
- Montage : Arnfried Heyne
- Production : Carl Hofer
- Société de production : Schönbrunn-Film
- Société de distribution : International Film
- Pays de production :  Autriche
- Langue : allemand
- Format : Noir et blanc - 1,37:1 - Mono - 35 mm
- Genre : Comédie
- Durée : 105 minutes
- Dates de sortie :
  - Autriche : 18 janvier 1952.
  - Allemagne : 25 janvier 1952.
  - Danemark : 11 mai 1953.
  - France : 11 juin 1954[1].
  - Allemagne de l'Ouest : 19 août 1955.

## Distribution
- Hans Moser : Le Dienstmann Anton Lischka
- Harry Fuss (de) : Alex, son fils
- Annie Rosar : Rosa, sœur de Lischka
- Paul Hörbiger : Professeur Ferdinand Godai
- Susi Nicoletti : Susi Godai, son ancienne épouse
- Maria Andergast : Gaby Brandstätter
- Rudolf Carl : Le coiffeur Scheidl
- Waltraut Haas : Hansi Scheidl, sa fille

## Histoire
Le film Hallo Dienstmann est une réminiscence du célèbre sketch de Hans Moser Der Dienstmann dans les années 1920. Paul Hörbiger, alors jeune acteur inconnu, qui admirait Hans Moser au Budapester Orpheum (de) de Heinrich Eisenbach (de), a l'idée d'une comédie qui offre encore une fois à Moser l'occasion de se glisser dans son rôle le plus populaire.
Après avoir eu son premier succès en tant que comédien de personnage au début des années 1920 dans des cabarets et théâtres de variétés avec des numéros solo, Hans Moser écrit le sketch Der Dienstmann et obtient non seulement le rôle le plus important de sa carrière, mais crée également des idiomes qui deviennent populaires. Aucune n'est reprise dans le film.
Le sketch de Hans Moser Der Dienstmann est filmé deux fois. D'abord en 1928 dans le procédé Tri-Ergon à Berlin (perdu), un deuxième court métrage est réalisé en 1932 sous la direction d'Adolf Rosens à Vienne. Hans Moser a une autre apparition au cinéma en tant que Dienstmann dans le film muet Die Familie ohne Moral (1927). Mais déjà en 1906, il joue son premier rôle de Dienstmann dans la pièce Der Schusterbub de Bernhard Buchbinder.
Lorsque Franz Antel demande à Paul Hörbiger s'il a une idée pour un film avec lui et Moser, il lui donne son idée, qui fut rejetée par les nazis : Un vrai Dienstmann rencontre un monsieur habillé en Dienstmann lors d'un bal costumé. Hörbiger propose Hallo Dienstmann comme titre de film.

## Source de la traduction
- (de) Cet article est partiellement ou en totalité issu de l’article de Wikipédia en allemand intitulé « Hallo Dienstmann » (voir la liste des auteurs).